# Campionato montenegrino di pallavolo femminile
Il campionato montenegrino di pallavolo femminile è un insieme di tornei pallavolistici per squadre di club montenegrine, istituiti dalla Federazione pallavolistica del Montenegro.

## Struttura
- Campionati nazionali professionistici:

Superliga: a girone unico, partecipano dieci squadre.
- Campionati nazionali non professionistici:

Prva liga: a tre gironi, partecipano quindici squadre.